# Karl-Richard Frey
Karl-Richard Frey (Troisdorf, 11 de julho de 1991) é um judoca alemão.

## Carreira
Frey esteve nos Jogos Olímpicos de Verão de 2020 em Tóquio, onde conquistou a medalha de bronze no confronto por equipes mistas como representante da Alemanha, conjunto de judocas que derrotou o time holandês. Ele também conseguiu, durante sua carreira, uma prata e um bronze no Campeonato Mundial de Judô.